# Molnár Miklós (operaénekes)
Molnár Miklós Pál (Szolnok, 1930. március 1. – Budapest, 1981. szeptember 3.) operaénekes (basszus).
Tanulmányait 1950 és 1957 között a Zeneművészeti Főiskolán folytatta. Itt Révhegyi Ferencné (ének), Ádám Jenő, valamint Lukács Miklós tanítványa volt. 1950 és 1953 között a Magyar Rádió Énekkarának tagja volt. 1957 és '62 között a Magyar Állami Operaház ösztöndíjas magánénekeseként szerepelt. 1962 és 1971 közt a Magyar Néphadsereg Művészegyüttesének szólistája volt. 1971-ben a Pécsi Nemzeti Színház operatársulatához csatlakozott, ahol 1975-ig dolgozott.

## Szerepei
- Auber: Fra Diavolo — Matteo
- Beethoven: Fidelio — Rocco
- Händel: Julius Caesar Egyiptomban — Ptolomeus
- Láng István: Pathelin mester — Guillaume
- Mozart: Figaro házassága — Antonio
- Poldini Ede: Farsangi lakodalom — Harmadik úrfi
- Puccini: Bohémélet — Colline; Alcindor
- Ránki György: Pomádé király új ruhája — Pomádé király
- Verdi: A trubadúr — Ferrando
- Verdi: Simon Boccanegra — Pietro
- Verdi: Don Carlos — II. Fülöp király

## Magyar Rádió
- Kemény Egon – Gál György Sándor – Erdődy János: „Komáromi farsang” (1957) Daljáték 2 részben Csokonai Vitéz Mihály – Ilosfalvy Róbert, Zenthe Ferenc, Lilla – Házy Erzsébet, Korompai Vali, Deák Sándor, Lavotta János, zeneszerző, hegedűvirtuóz - Gönczöl János és Molnár Miklós, Berky Lili, Bilicsi Tivadar, Szabó Ernő, Hlatky László, Fekete Pál, Lehoczky Éva, Völcsey Rózsi, Gózón Gyula, Rózsahegyi Kálmán A Magyar Rádió Szimfonikus Zenekarát Lehel György vezényelte Zenei rendező: Ruitner Sándor Rendező: László Endre

## Diszkográfia
- Kemény Egon – Gál György Sándor – Erdődy János: „Komáromi farsang” daljáték, Breaston & Lynch Média, 2019